# Calliopsis hurdiella
Calliopsis hurdiella là một loài Hymenoptera trong họ Andrenidae. Loài này được Shinn & Engel mô tả khoa học năm 2003.